# خافيير كارديناس
خافيير كارديناس (بالإسبانية: Javier Cárdenas)‏ هو مذيع ‏ ومقدم تلفزيوني ومغني إسباني، ولد في 18 مايو 1970 في برشلونة في إسبانيا.

## روابط خارجية
- خافيير كارديناس على موقع IMDb (الإنجليزية)
- خافيير كارديناس على موقع قاعدة بيانات الفيلم (الإنجليزية)